# 拉米·哈姆达拉
拉米·哈姆达拉（阿拉伯語：‎，1958年8月10日—）為巴勒斯坦國学者暨政治人物，是位于納布盧斯的納賈赫國立大學的校長，也是巴勒斯坦民族解放运动（法塔赫）成员。他在2013年6月2日時被巴勒斯坦民族權力機構主席馬哈茂德·阿巴斯任命為以法塔赫为主的巴民族权力机构的總理，接替离任的前总理萨拉姆·法耶兹。而除了在納賈赫國立大學擔任應用語言學的教授外，也在1998年時曾經擔任老家圖勒凱爾姆省阿纳布塔的长官。
其在被任命為巴勒斯坦民族權力機構總理後於隔天開始籌組新的巴勒斯坦政府，並且於6月6日時宣誓就職。不過儘管其為法塔赫成員之一，英國廣播公司則在報導中認為其政治立場偏向獨立的態度。但是由於這項取代薩拉姆·法耶茲繼任總理的決定並沒有事先與实际控制加沙地带的伊斯兰抵抗运动（哈馬斯）進行協商，使得哈姆达拉政府不受到哈馬斯的承認。加沙地带仍由来自哈马斯的民选总理伊斯梅尔·哈尼亚管理，哈姆达拉政府仅能管理约旦河西岸。
哈姆达拉在就任总理的当月20日即向阿巴斯主席提交辞呈，阿巴斯于6月23日接受了辞呈。哈姆达拉的辞职决定受到了伊斯兰教温和派的瓦斯蒂运动创始人穆罕穆德·达贾尼的称赞，达贾尼认为法塔赫领导层只不过把哈姆达拉作为一个装饰的门面，而哈姆达拉本人是不会同意这样做的。尽管如此，阿巴斯还是任命哈姆达拉为看守政府总理，直至新一届政府产生。同年9月19日，巴勒斯坦新一届政府产生，哈姆达拉留任总理。

## 早年生活与教育背景
1958年8月10日，哈姆达拉出生于约旦河西岸北部城镇阿纳布塔（时为约旦哈希姆王国占领）。1980年，他毕业于约旦大学；1982年，他毕业于曼彻斯特大学，获文学硕士学位；1988年，他毕业于兰卡斯特大学，获语言学哲学博士学位。

## 职业生涯
哈姆达拉于1982年被聘为纳贾赫国立大学英语专业的一名讲师，后来成为该校教授、校长。在他的15年校长任期中，该校的学生数量增加了两倍，如今该校的4个校区共有20,000名学生。他在任期间还开设了一家有400个床位的教学医院。
自2002年至2013年，哈姆达拉担任巴勒斯坦中央选举委员会的秘书长。2011年他还曾任该委员会的副主席，他也是巴勒斯坦宪法起草委员会委员。2013年6月6日他宣誓就任总理，取代前任萨拉姆·法耶兹。
哈姆达拉被认为是巴勒斯坦的温和派，他的就任得到了西方国家的支持，但他在政治管理和外交方面的能力受到了质疑。仅仅就任总理两个星期后，他就向阿巴斯提交了辞呈，据报道称他辞职的原因是他的权威受到了阿巴斯助手的干扰，而这个助手正是主管经济的副总理穆罕默德·穆斯塔法。同年6月23日，阿巴斯接受了他的辞呈，但仍任命他为看守政府总理，要求他留任至新一届政府诞生。同年9月18日，哈姆达拉与阿巴斯就新一届政府组成达成了一致。9月19日，新一届政府宣誓就职，哈姆达拉留任总理。据报道，哈姆达拉原先设想新一届内阁要有新面孔，并要给予更大权限，而阿巴斯则坚持原政府组成人员全部留任，最终哈姆达拉做出妥协。
2019年1月29日，他向阿巴斯總統遞交了辭呈，阿巴斯第二天接受他的辭呈。和2013年一樣會等到繼任政府組成後，才會卸下職務。

## 个人生活和观点
哈姆达拉别号（阿拉伯人的别号一般加上长子的名字）“阿布·瓦利德”（阿拉伯语：‎，意为瓦利德之父），因为他已故的长子名叫瓦利德。他的孩子中有三个，包括两个11岁的孪生兄弟（长子和次子）和一个9岁的男孩（已在一场车祸中丧生）。哈姆达拉认为，巴勒斯坦人可以做出的唯一投资应该放在教育上。

## 外部連結
- （英文） Abbas names new Palestinian prime minister（页面存档备份，存于）

| 前任： 薩拉姆·法耶茲 | 巴勒斯坦民族權力機構總理 （仅控制约旦河西岸） 2013年－2019年 | 繼任： 穆罕默德·阿什塔耶 |